# Globus Jagellonicus

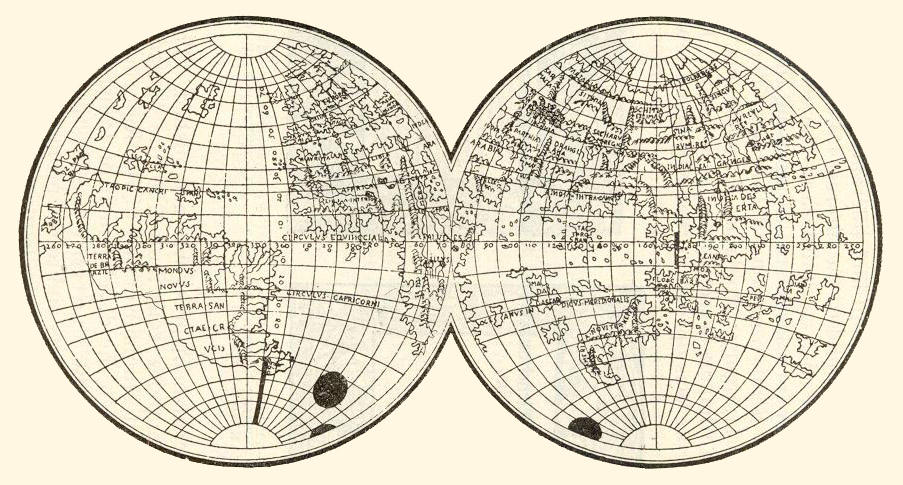
Globus Jagellonicus

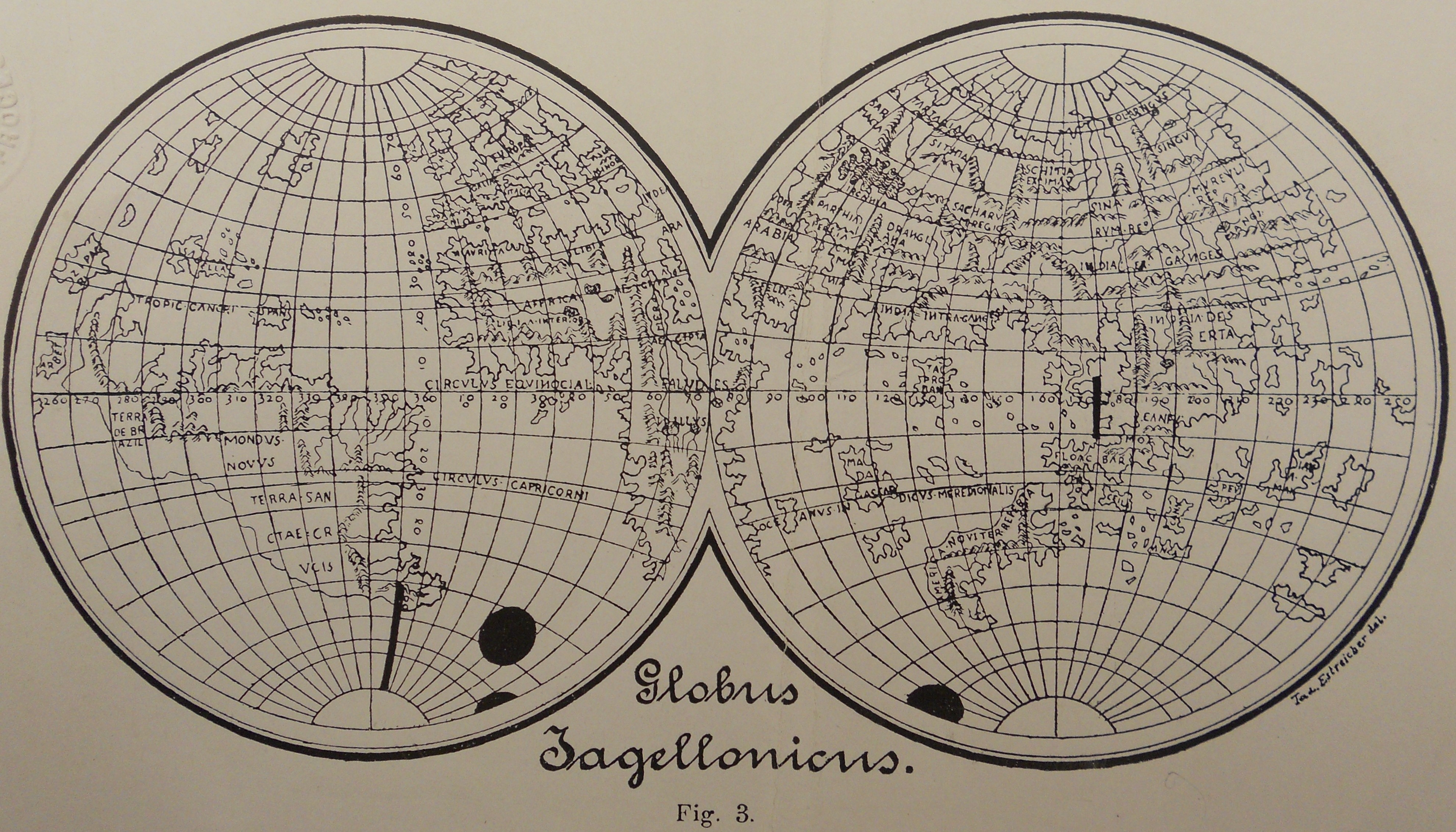
Globus Jagellonicus. Tadeusz Estreicher delineavit. Núm. de ilustración 3, publicado en Tadeusz Estreicher, Globus Biblioteki Jagiellońskiej z początku wieku XVI, w Krakowie, Nakładem Akademii Umięjetności, 1900.

El Globus Jagellonicus o globo jagielloniano, probablemente construido en el norte de Italia o en el sur de Francia y datado alrededor de 1510, es considerado por algunos autores como el globo terráqueo conocido más antiguo en el que figura América.

## Historia
Posee un parecido llamativo con el Globo de Hunt-Lenox, también posiblemente datado en 1510, considerado el segundo o tercer globo terrestre más antiguo, después del Erdapfel de Martin Behaim, realizado en Núremberg en 1492 antes de que trascendiese en marzo de 1493 la noticia del descubrimiento efectuado por Colón, y por lo tanto, sin representar el nuevo continente. El globo fabricado por Martin Waldseemüller en 1507, del que solo se conservan copias, ya mostraba América.
Perteneció a la Academia de Cracovia, rebautizada en 1817 como Universidad Jaguelónica; actualmente se exhibe en el Museo del Collegium Maius. Fue redescubierto a principios de la década de 1870 y descrito como Globus Jagellonicus en 1900 por el profesor Tadeusz Estreicher en las Transacciones de la Academia de Ciencias de Cracovia de aquel año. En aquella época, cuando durante un siglo no existió ningún estado polaco, Estreicher señala que este globo que indica descubrimientos geográficos entonces recientes, propiedad de la Academia de Cracovia desde 1510, demuestra el especial interés por la cosmografía de los estudiosos polacos de aquel tiempo.
El globo de cobre dorado está considerado como el más antiguo conservado en el que aparece parte del Nuevo Mundo y el primero en delinear las costas de América del Sur. Es también el globo más antiguo en el que el continente americano es una entidad distinta que Asia. Sin embargo, utiliza el nombre de "América" (introducido en 1507 por Martin Waldseemüller en su Universalis Cosmographia) para un continente localizado al sur de la India. Una reproducción del globo se exhibe en la Sala de la Nacionalidad Polaca de la Universidad de Pittsburgh.

## Características cartográficas
Robert J. King ha señalado que América es mostrada en el Globo Jagielloniano en dos ubicaciones distintas: en el Océano Atlántico, bajo los nombres de MUNDUS NOVUS, TERRA SANCTAE CRUCIS y TERRA DE BRAZIL; y en el océano Índico, bajo el nombre de AMERICA NOVITER REPERTA (América nuevamente descubierta). La frase "america noviter reperta" fue utilizada por primera vez en el cuaderno Globus Mundi: Declaratio sive descriptio mundi et totius orbis terrarum, publicado en Estrasburgo por J. Grüninger en 1509.
Esta bilocación de América en los hemisferios oriental y occidental resultó de las dos diferentes escalas de longitud empleadas para estimar las distancias. Una de ellas estaba basada en los cálculos de Claudio Ptolomeo, que dejó 180 grados entre el punto más occidental de Europa, el Cabo de San Vincente en Portugal, y el punto más oriental de Asia,  Cattigara; y la otra  estaba basada en las estimaciones de Cristóbal Colón, que dejó 225 grados para la misma distancia. Según el cálculo de Colón, por tanto, el Nuevo Mundo estaba más cercano a Europa, con su parte más occidental separada no más de 135 grados al oeste de Portugal, mientras que según el cálculo ptolemaico, estaría más hacia el oeste, al sur de la India, tal como se representa en el Globo Jagielloniano .
Esta era una solución al problema de plasmar el mundo conocido, de modo que tanto el mapa ptolemaico como el colombino pudieran ser representados a la vez, con una disposición similar a la ideada por Martin Waldseemüller para su mapa mundial de 1507. La aceptación de la pretensión de Colón de haber alcanzado las Indias (Asia oriental) implicó un rechazo del valor de las longitudes y los valores angulares calculados por Ptolomeo, que muchos cartógrafos no estaban dispuestos a aceptar. Como resultado, se produjo un conflicto entre las escuelas geográficas colombina y ptolemaica. Era imposible indicar satisfactoriamente que Colón había alcanzado Asia oriental si el cartógrafo conservaba las longitudes argumentadas por Ptolomeo e intentaba a la vez representar los 360 grados de la circunferencia de la Tierra. El mapa de Waldseemüller era una reconciliación  de las longitudes colombinas y las ptolemáicas, como se muestra en el globo de Martin Behaim. En el lado derecho de su mapa mundial, Waldseemüller adoptaba la concepción de Ptolomeo/Behaim, incluyendo la isla de Zipango (Japón) dentro de los 270 grados de longitud hacia el este desde el meridiano de las Islas Canarias. El mapa de Waldseemüller así mismo representa en su lado derecho la concepción de Behaim de la Tierra más allá de la longitud 270ºE, y lo finaliza en el este con un mar abierto. El océano al este de Asia es nombrado como el Occeanus Orientalis Indicus.
En el lado izquierdo del mapa de Waldseemüller aparecen los 90 grados necesarios para completar los 360. Aquí incluye la concepción colombina, duplicando la misma Asia oriental, una vez como la costa oeste del Occeanus Occidentalis, y otra vez como la costa oeste del Occeanus Orientalis Indicus. Más allá del Occeanus Occidentalis los descubrimientos españoles están mostrados como dos islas estrechas y largas, PARIAS y AMERICA, correspondiendo a América del Norte y del Sur, pero separadas por un estrecho situado en la región del actual canal de Panamá (en el mapa en miniatura insertado en la sección central superior del mapa de Waldseemüller, existe un istmo que une las dos masas de Tierra, demostrando otra vez su disposición a representar soluciones alternativas a una cuestión por entonces sin respuesta). El lado oeste de las dos grandes islas está marcado con las leyendas terra ultra incognita ("tierra más allá desconocida") en el sur, y en el norte terra ulterius incognita ("tierra más allá allende desconocida"). Incluye un mar conjeturado al oeste de las islas.
En el globo de Waldseemüller de 1507, el mar al oeste de la pretendida costa oeste americana es nombrado como el Occeanus Occidentalis, esto es, el Océano Occidental o Atlántico, y el punto donde se fusiona con el Occeanus Orientalis (el Océano Oriental, u Océano Índico) está tapado por una anotación de latitud. La isla de Zipangri (Japón) y la isla de Hispaniola, que Colón consideraba la misma, difieren solo 45 grados entre sus costas occidentales: esta es sustancialmente la diferencia entre las longitudes defendidas por Colón y por Behaim. El cabo de Florida aparece casi en la misma latitud que la región asiática de Zaitun representada por Behaim, y ambas difieren en una longitud de 55 grados. En el lado izquierdo, en los 90 grados restantes, sí se representa el concepto colombino. La tierra representada tanto en el lado derecho como en el izquierdo de su mapa son las Indias (Asia oriental). Así, las dos concepciones alternativas eran mostradas en el mismo mapa. El mapa mundi de Waldseemüller duplica tanto Asia oriental como Cipangu, denominándolas América e Hispaniola, ideando una distribución del mapa donde el lector pueda hacer su elección entre el concepto colombino y el de Ptolomeo-Behaim. Así, la elección queda abierta. Como George E. Nunn observó, “Esta era una manera muy verosímil de presentar un problema en aquel tiempo insoluble”.
Así mismo, en el Globo Jagielloniano, las diferentes escalas de la longitud arrastradas hacia el este y hacia el oeste, produden una muy obvia bilocación de América en el hemisferio oriental y en el occidental: en el hemisferio occidental se localiza al oeste de África, según el criterio de longitudes de Ptolomeo-Behaim, que equivale a que la Tierra tenga 33,296 kilómetros de circunferencia; y en el hemisferio oriental según el criterio de longitudes colombino aparece al este de África, equivalente a una Tierra con 30,191 kilómetros de circunferencia. Como en el mapa de Waldseemüller, ZIPANGRI y SPAN[iola] están separados por cuarenta y cinco grados de longitud. El mapa de Waldseemüller y el globo Jagielloniano muestran su acuerdo con la pretensión de Colón de que eran uno y el mismo, mediante una bilocación en el caso de América.